# Ludwig Roth von Schreckenstein

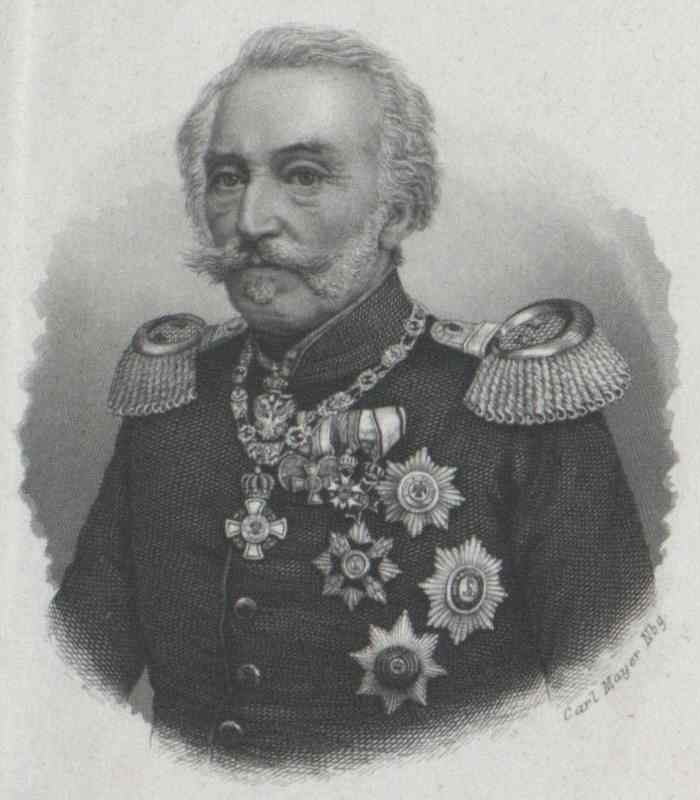
General Freiherr Roth von Schreckenstein

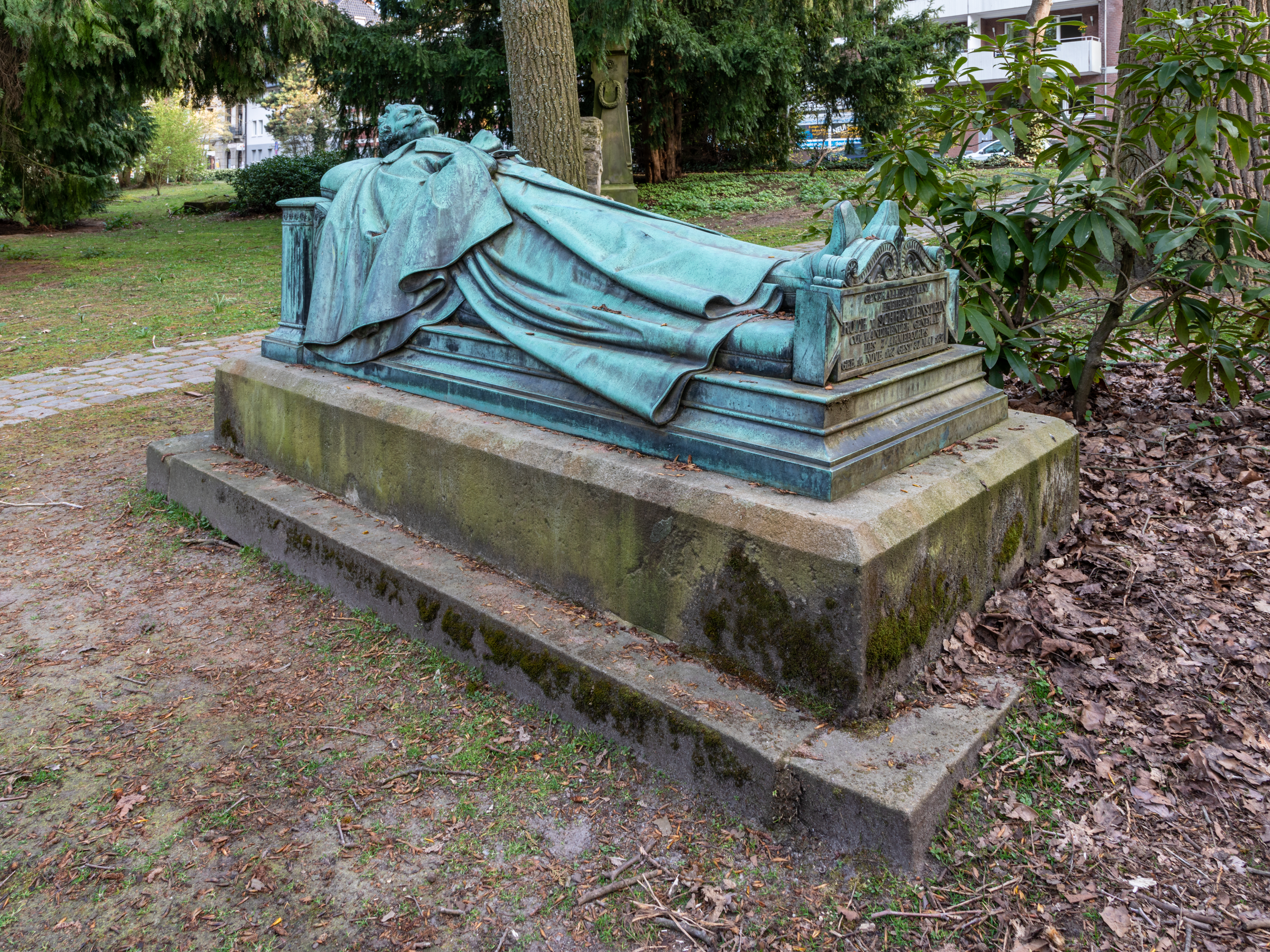
Das Grabmal von Ludwig Freiherr Roth von Schreckenstein zu Münster

Ludwig Johann Karl Gregor Eusebius Freiherr Roth von Schreckenstein (* 16. November 1789 in Immendingen; † 30. Mai 1858 in Münster) war ein preußischer General der Kavallerie sowie Kriegsminister.

## Leben

### Herkunft
Ludwig entstammte dem alten schwäbischen Reichsrittergeschlecht Roth von Schreckenstein, das seinen Stammsitz in Immendingen hatte. Er war der Sohn von Friedrich Freiherr Roth von Schreckenstein (1753–1808) und dessen Ehefrau Kunigunde, geborene von Riedheim (1767–1828).

### Militärkarriere
1806 wurde Schreckenstein Page am Hof des sächsischen Königs Friedrich August. Am 16. April 1809 erhielt er sein Offizierspatent, trat als Sekondeleutnant in das sächsische Kürassierregiment „von Zastrow“ ein und nahm 1812 am Feldzug Napoleons mit der Grande Armée in Russland teil. Dort gehörte er zum Stab des Generals von Thilemann, wo er sich September 1812 beim Sieg in der Schlacht von Borodino große Verdienste erwarb.
Am 15. Mai 1815 trat Schreckenstein als Rittmeister und Adjutant Thielemanns in preußische Dienste. Mit dem III. Armee-Korps kämpfte er 1815 in den Schlachten von Ligny und Wavre während des belgischen Feldzuges. 1816 zum Major befördert, erhielt er 1824 seine Ernennung zum Stabsoffizier im 8. Husaren-Regiment in Düsseldorf.
Auch in Friedenszeiten konnte er sich stets der Gunst seiner Vorgesetzten und der „allerhöchsten Gnade“ zur „vorzugsweisen Beförderung“ versichern. Bis 1834 stieg Schreckenstein zum Oberst auf und wurde 1837 Kommandeur der 13. Kavallerie-Brigade in Münster. 1841 wurde Schreckenstein zum Generalmajor befördert. Während der Märzrevolution 1848 war er zunächst ab 15. März Kommandeur der 5. Division, danach vom 13. April bis zum 22. Juni Kommandeur der 15. Division in Köln. Um die revolutionären Kämpfe in Trier zu beenden, verhängte er über die Stadt den Belagerungszustand und löste die Bürgerwehr auf. Am 10. Mai 1848 wurde er zum Generalleutnant befördert und am 25. Juni als Nachfolger von August von Kanitz zum Kriegsminister ernannt. Nach einem Zusammenstoß von Bürgern und Militär am 31. Juli 1848 in Schweidnitz reichte Schreckenstein – auf Druck der Frankfurter Nationalversammlung – im September seinen Rücktritt ein. Mit ihm ging das gesamte Kriegsministerium.
Am 19. April 1849 trat Schreckenstein erneut in den Truppendienst ein und übernahm als Kommandeur das Gardekorps während des Schleswig-Holsteinischen Krieges. Im September desselben Jahres wurde ihm das Kommando über die in Baden, Hohenzollern und Frankfurt stationierten preußischen Truppen übertragen. Am 2. Juni 1853 wurde Schreckenstein zum General der Kavallerie und zum Kommandierenden General des VII. Armee-Korps ernannt. 1857 erhielt er als einer der Ersten das Großkomtur des Königlichen Hausorden von Hohenzollern.
1858 begleitete er den preußischen Prinzen Friedrich Wilhelm von Preußen, späteren Deutschen Kaiser Friedrich III., zu seiner Vermählung am 25. Januar mit der Prinzessin Victoria von Großbritannien und Irland nach London. 
Er starb im Schloss von Münster, sein Grabdenkmal mit der Liegefigur befindet sich auf dem aufgelassenen Friedhof an der Wilhelmstraße.

### Familie
Er heiratete in Düsseldorf am 4. Oktober 1828 Luise Gräfin von Hatzfeldt (1800–1835), die Tochter des (ab 1803) Fürsten Franz Ludwig von Hatzfeldt, Herr zu Trachenberg (1756–1827), preußischer Botschafter zu Wien, und dessen Ehefrau Friederike Karoline, geborene Gräfin von der Schulenburg-Kehnert (1779–1832). Das Paar hatte mehrere Kinder:
- Konrad Eusebius (1829–1905) ⚭ Cäcilie von Arnim, Tochter des Generals Gustav von Arnim
- Maximilian (1831–1875), kgl. preuß. Oberst

Karl Roth von Schreckenstein war sein Neffe.

## Werke
Während der 1850er Jahre schrieb Roth von Schreckenstein einige militärtheoretische Werke:
- Gedanken über die Organisation und den Gebrauch der Cavallerie im Felde. Berlin 1849.
- Die Cavallerie in der Schlacht an der Moskwa. Münster 1855. Digitalisat
- Vorlesung über den Sicherheitsdienst im Felde nebst Betrachtung über Taktik und Strategie. Münster 1858. Digitalisat